# Leon (Oklahoma)
Leon és un poble dels Estats Units a l'estat d'Oklahoma. Segons el cens del 2000 tenia 96 habitants.

## Demografia
Segons el cens del 2000, Leon tenia 96 habitants, 34 habitatges, i 24 famílies. La densitat de població era de 142,6 habitants per km².
Dels 34 habitatges en un 29,4% hi vivien nens de menys de 18 anys, en un 41,2% hi vivien parelles casades, en un 23,5% dones solteres, i en un 29,4% no eren unitats familiars. En el 23,5% dels habitatges hi vivien persones soles l'11,8% de les quals corresponia a persones de 65 anys o més que vivien soles. El nombre mitjà de persones vivint en cada habitatge era de 2,82 i el nombre mitjà de persones que vivien en cada família era de 3,46.
Per edats la població es repartia de la següent manera: un 34,4% tenia menys de 18 anys, un 9,4% entre 18 i 24, un 22,9% entre 25 i 44, un 17,7% de 45 a 60 i un 15,6% 65 anys o més.
L'edat mediana era de 35 anys. Per cada 100 dones de 18 o més anys hi havia 80 homes.
La renda mediana per habitatge era de 21.500 $ i la renda mediana per família de 31.667 $. Els homes tenien una renda mediana de 22.000 $ mentre que les dones 17.500 $. La renda per capita de la població era de 28.908 $. Entorn del 12,5% de les famílies i l'11,1% de la població estaven per davall del llindar de pobresa.

## Poblacions més properes
El següent diagrama mostra les poblacions més properes.